# Malmsbury
Malmsbury är en ort i Australien. Den ligger i kommunen Macedon Ranges och delstaten Victoria, omkring 86 kilometer nordväst om delstatshuvudstaden Melbourne. Antalet invånare är 587.